# Chris Pavone
Chris Pavone (23 luglio 1968) è uno scrittore statunitense.

## Biografia
Chris Pavone è cresciuto a Brooklyn e si è laureato alla Cornell University.
Dopo aver lavorato per quasi vent'anni come editor, ha pubblicato nel 2012 il suo primo romanzo, Il sospetto.

## Opere
- The Expats, Crown, 2012
  -  Il sospetto, traduzione di Alfredo Colitto, Milano, Piemme, 2013, ISBN 978-88-566-2238-6.
- The Accident, Crown, 2014
  -  Il manoscritto, traduzione di Stefano Bortolussi, Milano, Piemme, 2015, ISBN 978-88-566-3812-7.
- The Travelers, Crown, 2016.